# Јанацо (Потенца)
Јанацо (итал. Iannazzo) је насеље у Италији у округу Потенца, региону Базиликата.
Према процени из 2011. у насељу је живело 76 становника. Насеље се налази на надморској висини од 861 м.